# Crips

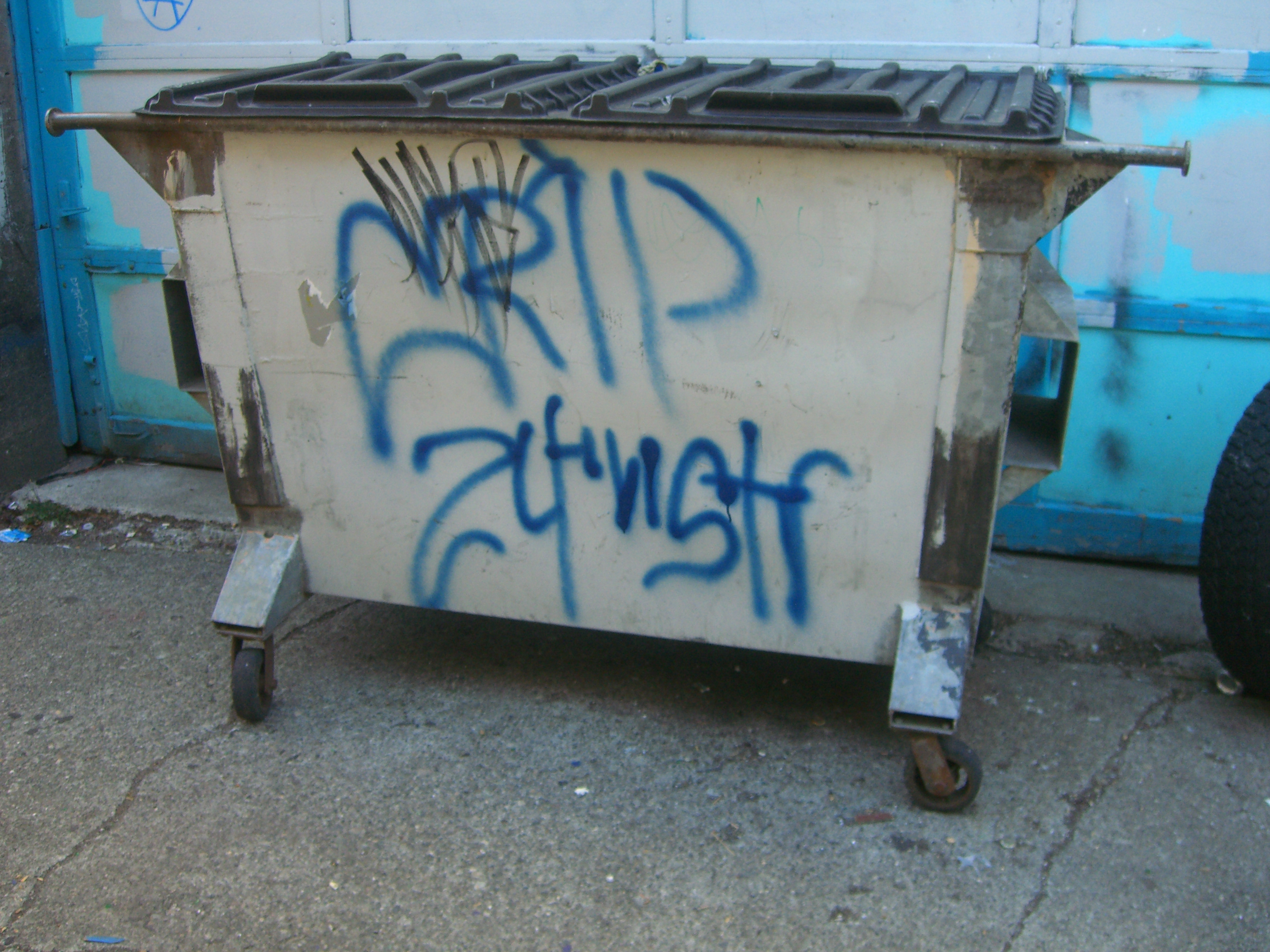
A Crips banda graffitije az USA-ban

A „Cripek” (Crips) az egyik legelvetemültebb, eredetileg Los Angelesben tevékenykedő, főleg színesbőrűek alkotta utcai banda (gang). A bandatagok főleg kábítószer-kereskedelemmel, prostitúcióval, fegyverkereskedelemmel stb. foglalkoznak, és a gyilkosságoktól sem riadnak vissza. A Crips tagok többnyire kék ruhájukról és kendőjükről (bandanna) ismerhetőek fel. Legnagyobb ellenségük a szintén Los Angeles utcáin tevékenykedő „Bloods” banda. Az egykori banda ma már egy kiterjedt, egymással laza kapcsolatban levő csoportok szövetsége, amely elsősorban az Egyesült Államok és Kanada területén tevékenykedik.
A Crips bandát Stanley Tookie Williams és Raymond Lee Washington alapították az 1970-es évek elején. Két kisebb csoport egyesült: a Raymond alapította „Baby Avenues” banda és Tookie bandája. Williams azt állította, hogy eredetileg az utcákon dúló erőszak megfékezésére szövetkeztek. A rendőrség vitatja ezt az álláspontot, rámutatva a Crips-tagok által elkövetett erőszakos bűncselekmények hihetetlenül nagy számára.
Tookie-t 2005. december 13-án négyszeres gyilkosságért kivégezték, Raymond egy bandaháborúban vesztette életét. 

## A Crips-hez köthető rapperek
- Snoop Dogg – Rollin 60's Crips (Los Angeles)
- Roddy Ricch – Compton Crips
- Blueface
- NLE Choppa – Grape Street Crips (Memphis)
- Young Chup
- Lil Loaded
- Pop Smoke – Góips
- Nwm Cee Murdaa
- Tay K – Baby Insane Crips
- Bobby Shmurda – G-Stone Crips
- Rowdy Rebel – G Stone Crips
- BlocBoy JB – Grape Street Crips (Memphis)
- Max Thademon
- 83 Babies
- Fivio Foreign – 800 Foreign Side Crips
- NoCap
- Nipsey Hussle – Rollin 60's Neighborhood Crips (Los Angeles)
- Eazy-E
- ScHoolboy Q – 52 Hoover Street Crips
- Young Jeezy
- Warren G
- MC Eiht
- Kurupt
- JayDaYoungan
- Nate Dogg
- Daz Dillinger
- MC Ren
- Big Tray Deee
- Tweedy Bird Loc
- WC
- Coolio
- Dresta
- Tone Lōc
- Jayo Felony
- Gunna
- Lil Baby – Rollin 60s Crips (Atlanta)
- Battlecat
- B.G. Knocc Out
- X-Raided
- CJ Mac
- C-Bo
- Glasses Malone
- Brotha Lynch Hung
- Kokane
- Lil Eazy-E
- Lil' ½ Dead
- Big Syke
- Goldie Loc
- 40 Glocc
- Spider Loc
- Afroman
- Ice-T